# Issatchenkia terricola
Issatchenkia terricola är en svampart som först beskrevs av Van der Walt, och fick sitt nu gällande namn av Kurtzman, M.J. Smiley & C.J. Johnson 1980. Issatchenkia terricola ingår i släktet Issatchenkia och familjen Pichiaceae.   Inga underarter finns listade i Catalogue of Life.